# Agrochola centrilineata
Agrochola centrilineata là một loài bướm đêm trong họ Noctuidae.